# مات أنجر
مات أنجر (بالإنجليزية: Matt Anger)‏ مواليد 20 يونيو 1963 في كاليفورنيا، الولايات المتحدة، هو لاعب كرة مضرب أمريكي سابق بدأ مسيرته كمحترف سنة 1984 وكان يلعب باليد اليمنى، اعتزل اللعب في 1991. أعلى تصنيف له في الفردي كان المركز الـ 23 في سنة 1986.

## النهائيات

### الفردي (الألقاب 1 – الوصافة 1)
| الحصيلة | الرقم | التاريخ        | الدورة    | الأرضية  | المنافس       | النتيجة            |
| ------- | ----- | -------------- | --------- | -------- | ------------- | ------------------ |
| الفوز   | 1.    | 13 أكتوبر 1985 | جوهانسبرغ | صلبة     | براد جيلبرت   | 6–4, 3–6, 6–3, 6–2 |
| الوصافة | 1.    | 23 نوفمبر 1986 | جوهانسبرغ | صلبة (i) | أموس مانسدورف | 3–6, 6–3, 2–6, 5–7 |

### الزوجي (الألقاب 2 – الوصافة 0)
| الحصيلة | الرقم | التاريخ        | الدورة            | الأرضية  | الشريك       | المنافس                 | النتيجة  |
| ------- | ----- | -------------- | ----------------- | -------- | ------------ | ----------------------- | -------- |
| الفوز   | 1.    | 19 أكتوبر 1986 | بطولة طوكيو للتنس | صلبة     | كين فلاتش    | جيمي أرياس جريج هولمز   | 6–2, 6–3 |
| الفوز   | 2.    | 11 أكتوبر 1987 | بريسبان           | صلبة (i) | كيلي إفرندين | برودريك دايك والي ماسور | 7–6, 6–2 |

## روابط خارجية
- مات أنجر على موقع رابطة محترفي التنس (الإنجليزية)
- مات أنجر على موقع الاتحاد الدولي لكرة المضرب (الإنجليزية)
- مات أنجر على موقع خلاصة التنس.كوم (الإنجليزية)